# Megaselia juxtaplantata
Megaselia juxtaplantata är en tvåvingeart som beskrevs av Borgmeier 1962. Megaselia juxtaplantata ingår i släktet Megaselia och familjen puckelflugor. Inga underarter finns listade i Catalogue of Life.